# Rush!
Rush! — третий студийный альбом итальянской рок-группы Måneskin, вышедший 20 января 2023 года на лейбле Epic Records. Ему предшествовали синглы «Mammamia», «Supermodel», «The Loneliest» и «Gossip». Группа отправилась в тур по Северной Америке в поддержку альбома и его предшественника Teatro d’ira: Vol. I (2021) в рамках тура Loud Kids Tour в конце 2022 года, а европейское турне запланировано на начало 2023 года.

## Об альбоме и запись
Måneskin записали «вероятно 50» песен для альбома, который они частично записали в Лос-Анджелесе с продюсером Максом Мартином. Группа рассказала, что они работали над своим «дебютным международным альбомом» с Мартином и командой MXM и Wolf Cousins, включая Савана Котеча и Mattman & Robin, после знакомства с ними в прошлом году. Премьера сингла группы «Supermodel», над которым они работали с Мартином и Рами Якубом, состоялась в прямом эфире во время финала конкурса песни Евровидение 2022. Позже группа представила песню из альбома под названием «Gasoline», написанную в поддержку Украины после вторжения России в 2022 году, также сделанную командой. На процесс написания и записи альбома повлияло прослушивание Radiohead, при этом басистка Виктория Де Анджелис заявила, что Måneskin «пытались больше экспериментировать с [их] звучанием. Мы слушали много Radiohead, где они много работают с педалями». Фронтмен Дамиано Давид сказал: «Я думаю, что вдохновение мы черпали у Radiohead в том, чтобы быть очень сосредоточенными на создании очень специфического мира для каждой песни. Это то, что они делают очень, очень хорошо, поэтому мы попытались создать эти удивительные атмосферы. Они действительно создают образ того, что вы слушаете, и это дало нам вдохновение».

Группа анонсировала альбом 31 октября 2022 года, а 15 декабря поделилась его трек-листом. В него вошел основной концертный трек группы и «любимый фанатами» трек «Gasoline», а также ещё одна песня, которую они дебютировали на концерте, «Kool Kids». В интервью Entertainment Weekly Дэвид объяснил включение итальянских треков:
«Потому что мы чувствуем, что итальянская музыка — это такая сильная часть нас, нашей культуры и нашего происхождения. Мы не хотели, чтобы итальянская музыка присутствовала в треклисте время от времени. Мы хотели создать блок, который представляет собой фундамент, на котором все построено.»
.

## Синглы
Песня «Mammamia» была выпущена в качестве лид-сингла альбома 8 октября 2021 года. Второй и третий синглы, «Supermodel» и «The Loneliest», последовали соответственно в мае и октябре 2022 года. Четвёртый сингл, «Gossip», вышел 13 января 2023 года. Промосингл под названием «La fine» был выпущен 16 декабря 2022 года.

## Отзывы критиков
| Совокупная оценка   | Совокупная оценка |
| Источник            | Оценка            |
| ------------------- | ----------------- |
| AnyDecentMusic?     | 6.6/10            |
| Metacritic          | 64/100            |
| Оценки критиков     |                   |
| Источник            | Оценка            |
| Clash               | 7/10              |
| The Daily Telegraph | [ 16 ]            |
| Evening Standard    | [ 17 ]            |
| Gigwise             | [ 18 ]            |
| The Guardian        | [ 19 ]            |
| The Independent     | [ 20 ]            |
| The Irish Times     | [ 21 ]            |
| Kerrang!            | 4/5               |
| NME                 | [ 23 ]            |
| Pitchfork           | 2.0/10            |

Rush! получил в целом благоприятные отзывы от музыкальных критиков. На агрегаторе рецензий Metacritic, который присваивает взвешенную оценку из 100 баллов рецензиям основных критиков, альбом получил средний балл 64 на основе 15 рецензий. Агрегатор AnyDecentMusic? дал альбому 6,9 из 10, основываясь на своей оценке консенсуса критиков. Ро Чанг из The Skinny высказал мнение, что альбом «прекрасно передаёт ощущение спонтанной подлинности, которая делает шоу единственным в своем роде». Пишущий для Kerrang! Сэм Лоу выразил мнение, что группа «по-прежнему совершенно неудержима», когда они «используют юношеский задор и огненную эксцентричность, благодаря которым они появились здесь в самом начале». Робин Мюррей из Clash назвал альбом «исчерпывающим и изнурительным» и «окончательным словом в этом маловероятном рок-феномене — в своём лучшем проявлении он является яростным напоминанием о том, насколько увлекательным может быть жанр».
Дэвид Браун из Rolling Stone нашел, что "нелепость большей части Rush! является демонстрацией того, что Maneskin «удается лишь подтвердить, как тяжело рок-н-роллу приходится работать в наши дни, чтобы быть замеченным». Назвав проект «самым широким мазком» группы, Браун оценил продюсирование Макса Мартина, который «знает толк в хуках», и возрождение «бесстрастной, полуразговорчивой новизны новой волны». Алексис Петридис, рецензируя альбом для The Guardian, написал, что Måneskin уловили свои влияния и сделали их «по-настоящему последовательными» в этом проекте, с «странно бесхитростным» результатом. Петридис отметил, что то, чего не хватает проекту, компенсируется «энтузиазмом», и «если иногда этот энтузиазм переходит в навязчивое стремление угодить, то чаще всего он заразителен». Аннабель Ньюджент из The Independent нашла, что на протяжении всего альбома трудно найти момент, «когда вы не получаете удовольствия», но, тем не менее, при первом прослушивании он звучит «аморфно».
Лорен Мерфи из The Irish Times написала, что «как коллекция поверхностных, тягучих рок-песен» альбом «более чем пригоден», назвав его «попыткой закрепить позиции Måneskin на зарубежных территориях» с «ловкими англоязычными делами», хотя и «лирически неизобретательным». Мерфи отметил, что в альбоме группа, похоже, осознает, «что мы бы никогда не услышали о них, если бы не известность, которую им обеспечило Евровидение». Рецензируя альбом для The Atlantic, Спенсер Корнхабер не был впечатлён Rush! по сравнению с предыдущими работами группы, написав, что он «не даёт очень убедительных доказательств того, что привлекательность группы заключается в её музыке». Корнхабер отметил, что «избыточность альбома имеет странный эффект, ставя под сомнение нарратив „Гитары вернулись!“, который группа, похоже, приглашает», назвав песни «откровенно переработанными» и «нагло посредственными».  Джереми Д. Ларсон из Pitchfork отклонил альбом, назвав его «абсолютно ужасным на всех мыслимых уровнях: вокально раздражающим, лирически лишенным воображения и музыкально одномерным. Это рок-альбом, который звучит хуже, чем громче вы его играете».
Сара Тейлор из Gigwise оценила группу как «играющую в безопасность с текстами на этой пластинке, преувеличивающую свою бунтарскую эстетику и ставящую под угрозу лирическую красоту предыдущих треков, таких как „Torna a casa“ и „Coraline“», предположив, что «некоторые из их песен — это сплошной стиль и никакого содержания». Тейлор отметил, что три трека, исполненные на итальянском языке, являются одними из «самых неистовых и захватывающих» в альбоме. И наоборот, итальянские музыкальные критики отметили, что треки на итальянском языке являются наименее музыкально и лирически функциональными.
Клаудио Кабона из Rockol описал проект как «плейлист поп-рока, который имеет тенденцию повторяться», отметив «тенденцию группы сделать своими собственные стили, клише и звуки рока, который уже был услышан». Он считает, что молодая аудитория группы примет альбом, так как он «не имеет определённых точек опоры и ориентиров […], потому что они не сталкивались с этим». Клаудио Тодеско из Rolling Stone Italia отметил тщетность попыток проанализировать альбом, так как «в итоге вы критикуете существенное отсутствие оригинального музыкального языка, отсутствие шарма, отсутствие креативности высокого уровня», находя, что даже если группа «не сделала ничего нового, они сделали это в нужное время», потому что «они понимают рок как живой организм, а не как превосходный труп, за которым нужно присматривать».

## Список композиций
| №                   | Название                            | Автор(ы)                                                                                             | Продюсер(ы)                  | Длительность |
| ------------------- | ----------------------------------- | --- | ---------------------------- | ------------ |
| 1.                  | «Own My Mind»                       | Damiano David Victoria De Angelis Thomas Raggi Ethan Torchio Nate Cyphert Benjamin Berger Ryan Rabin |                              | 3:11         |
| 2.                  | «Gossip» (при участии Тома Морелло) | David De Angelis Raggi Torchio Madison Love Joseph Janiak                                            |                              | 2:48         |
| 3.                  | «Timezone»                          | David De Angelis Raggi Torchio Justin Tranter Rami Yacoub Sylvester Sivertsen                        |                              | 2:59         |
| 4.                  | «Bla Bla Bla»                       | David De Angelis Raggi Torchio Pablo Bowman Peter Rycroft                                            |                              | 3:04         |
| 5.                  | «Baby Said»                         | David De Angelis Raggi Torchio Tranter Yacoub Max Martin Sivertsen                                   |                              | 2:44         |
| 6.                  | «Gasoline»                          | David De Angelis Raggi Torchio Tranter Yacoub Sivertsen                                              |                              | 3:41         |
| 7.                  | «Feel»                              | David De Angelis Raggi Torchio Savan Kotecha Mattias Larsson Robin Fredriksson                       |                              | 2:47         |
| 8.                  | «Don't Wanna Sleep»                 | David De Angelis Raggi Torchio Tranter Yacoub Martin Sivertsen                                       |                              | 2:36         |
| 9.                  | «Kool Kids»                         | David De Angelis Raggi Torchio                                                                       |                              | 2:43         |
| 10.                 | «If Not for You»                    | David De Angelis Raggi Torchio Kotecha Martin Yacoub Sivertsen                                       |                              | 3:14         |
| 11.                 | «Read Your Diary»                   | David De Angelis Raggi Torchio Tranter Yacoub Sivertsen                                              |                              | 2:30         |
| 12.                 | «Mark Chapman»                      | David De Angelis Raggi Torchio                                                                       |                              | 3:40         |
| 13.                 | «La fine»                           | David De Angelis Raggi Torchio                                                                       | Fabrizio Ferraguzzo Måneskin | 3:20         |
| 14.                 | «Il dono della vita»                | David De Angelis Raggi Torchio                                                                       |                              | 3:44         |
| 15.                 | «Mammamia»                          | David De Angelis Raggi Torchio                                                                       | Ferraguzzo Måneskin          | 3:06         |
| 16.                 | «Supermodel»                        | David De Angelis Raggi Torchio Tranter Yacoub Martin Sivertsen                                       | Max Martin Rami Yacoub Sly   | 2:28         |
| 17.                 | «The Loneliest»                     | David De Angelis Raggi Torchio Sarah Hudson James Abrahart Uzoechi Emenike Yacoub Jason Evigan       | Ferraguzzo Måneskin          | 4:07         |
| Общая длительность: | Общая длительность:                 | Общая длительность:                                                                                  | Общая длительность:          | 52:42        |

## Участники записи
Måneskin
- Дамиано Давид — вокал
- Виктория де Анджелис — бас-гитара, бэк-вокал
- Томас Раджи — гитара
- Итан Торкио — ударные

## Чарты
| Чарт (2023)                                   | Высшая позиция |
| --------------------------------------------- | -------------- |
| Австралия (ARIA)                              | 27             |
| Австрия (Ö3 Austria)                          | 1              |
| Бельгия/Фландрия (Ultratop)                   | 1              |
| Бельгия/Валлония (Ultratop)                   | 1              |
| Канада (Billboard)                            | 10             |
| Чехия (ČNS IFPI)                              | 1              |
| Дания (Hitlisten)                             | 13             |
| Нидерланды (Album Top 100)                    | 1              |
| Финляндия (Suomen virallinen lista)           | 4              |
| Франция (SNEP)                                | 1              |
| Германия (Offizielle Top 100)                 | 3              |
| Греция (IFPI)                                 | 1              |
| Венгрия (MAHASZ)                              | 1              |
| Исландия (Plötutíðindi)                       | 22             |
| Ирландия (Irish Albums Chart)                 | 16             |
| Italian Albums (FIMI)                         | 1              |
| Япония (Oricon)                               | 8              |
| Япония (Oricon)                               | 10             |
| Япония (Oricon)                               | 1              |
| Япония (Billboard Japan)                      | 10             |
| Литва (AGATA)                                 | 1              |
| Норвегия (VG-lista)                           | 6              |
| Польша (ZPAV)                                 | 3              |
| Португалия (AFP)                              | 1              |
| Шотландия (Scottish Albums Chart)             | 3              |
| Словакия (ČNS IFPI)                           | 1              |
| Испания (PROMUSICAE)                          | 2              |
| Швеция (Sverigetopplistan)                    | 8              |
| Швейцария (Schweizer Hitparade)               | 1              |
| Великобритания (UK Albums Chart)              | 5              |
| Великобритания (UK Rock & Metal Albums Chart) | 2              |
| США (Billboard 200)                           | 18             |
| США (Billboard)                               | 1              |
| США (Billboard)                               | 4              |
| США (Billboard)                               | 2              |

## Сертификации
| Регион                                                                      | Сертификация | Продажи |
| --------------------------------------------------------------------------- | ------------ | ------- |
| Италия (FIMI)                                                               | Золотой      | 25 000  |
| Данные о продажах + прослушиваниях приведены только на основе сертификации. |              |         |